# Islam in Spagna

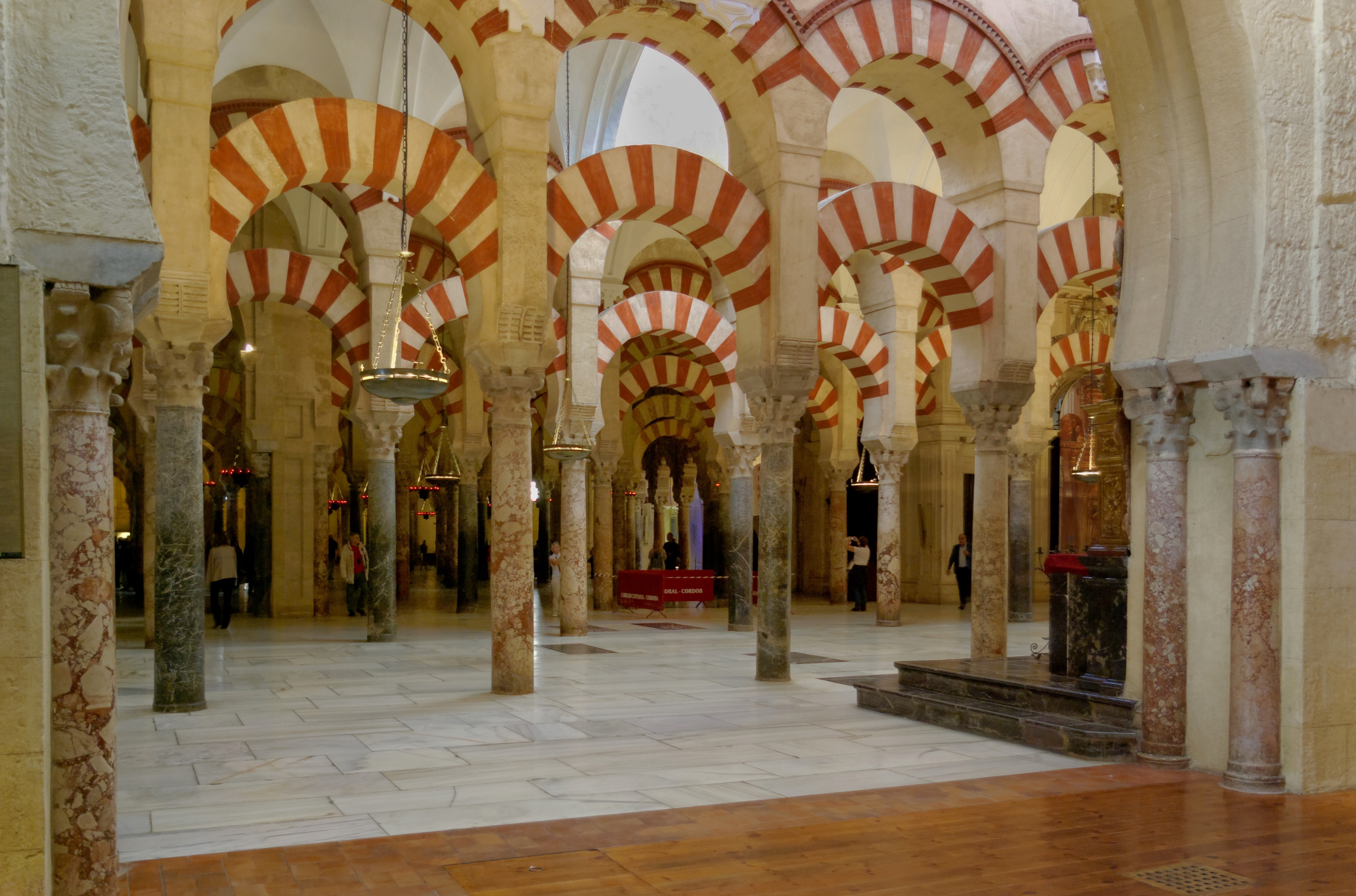
La grande moschea di Cordova riconvertita in chiesa

L'islam in Spagna ha avuto una presenza fondamentale nella cultura e nella storia della Spagna. La religione fu presente nella Spagna moderna dal 709 al 1614 D.C. cominciando col governo arabo e concludendosi con la cacciata dei mori di Al-Andalus.
Dei quasi 1,6 milioni di musulmani presenti in Spagna nel 2013, il 71% sono stranieri.
La maggior parte dei musulmani residenti in Spagna sono immigrati recenti provenienti dal Nord Africa, dal Medio oriente e dall'Asia del Sud. Un piccolo numero di spagnoli convertiti è stimato tra le 20.000 e le 50.000 unità.
Nel 2014 i musulmani sono diventati 1,85 milioni.

## Entità culturali musulmane in Spagna
- Comisión Islámica de España
- Federación Española de Entidades Religiosas Islámicas
- Unión de Comunidades Islámicas de España
- Unión de Mujeres Musulmanas de España
- ama'a Islámica de Al-Andalus

## Entità religiose musulmane in Spagna
- Comisión Islámica de España

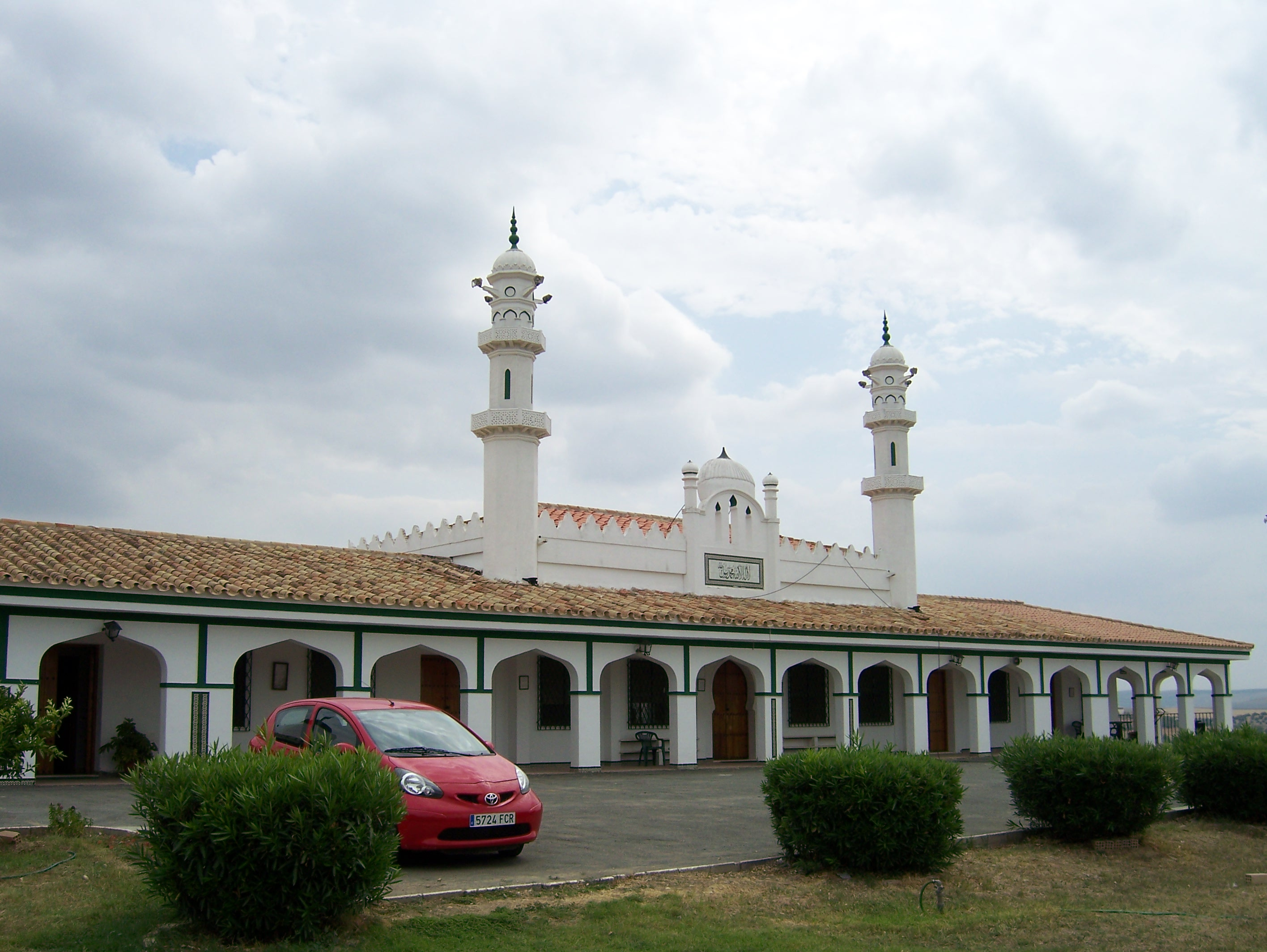
Mezquita Basharat di Comunidad Ahmadía

- Unión de Comunidades Islámicas de España
- Junta Islámica de España
- Comunidad Ahmadía[1]
- Junta Islámica Catalana
- Federación FECOM Castilla La Mancha

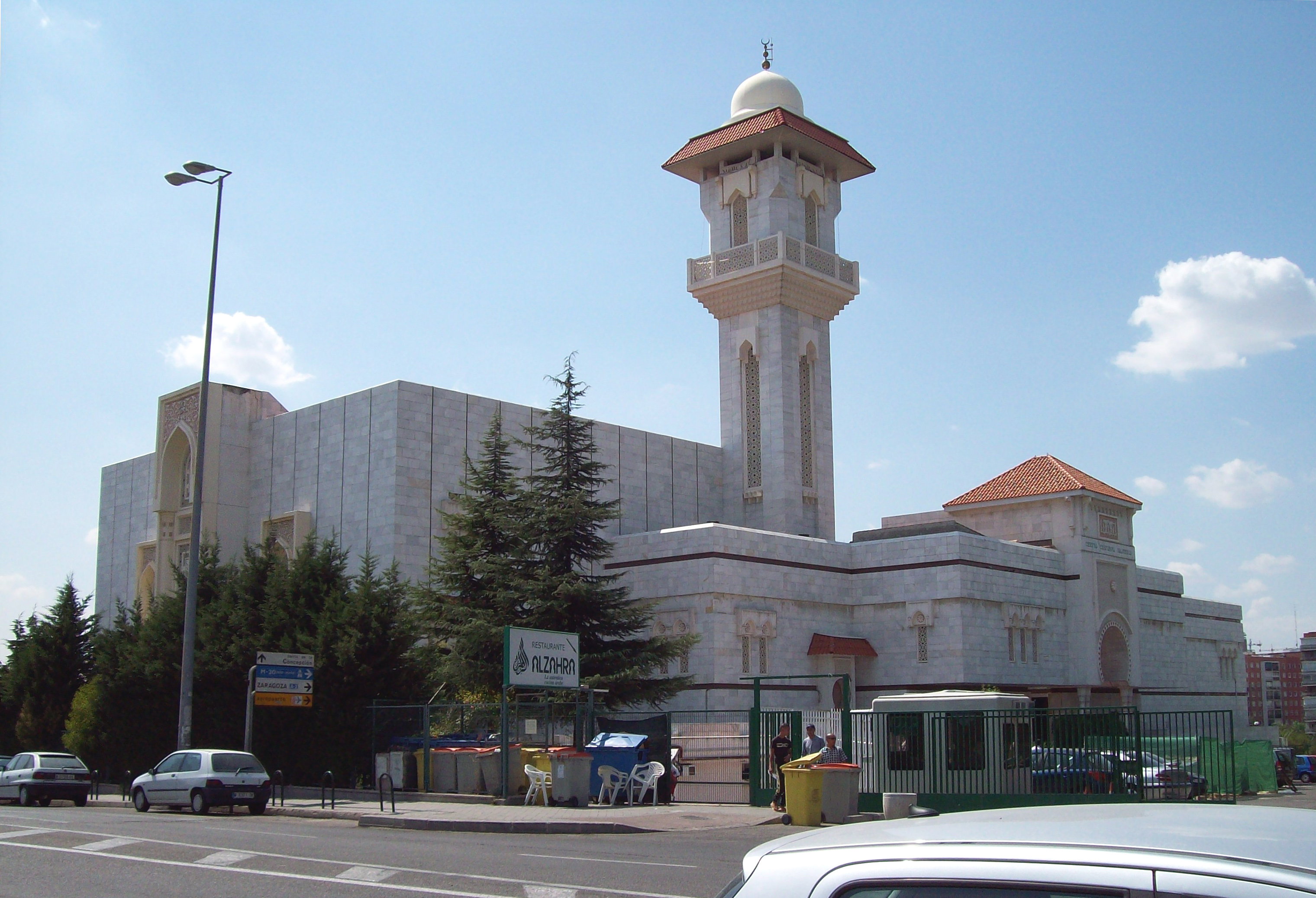
Moschea di Madrid, inaugurata nel 1992.

- Federación Musulmana de España

### Moschee con culto musulmano in Spagna
- Moschea Centrale di Madrid
- Centro Cultural Islámico e Moschea di Madrid
- Moschea di al-Ándalus (Malaga)
- Moschea Maggiore di Granada
- Moschea Aljama di Algeciras
- Moschea del Re Abdelaziz (Marbella)
- Moschea di Fuengirola
- Moschea Basharat (Pedro Abad)
- Moschea di Fuente el Fresno (Fuente el Fresno)
- Moschea Baitur Rahman (Valencia)
- Moschea Assalam o Mezquita de la paz (Melilla)
- Moschea Central (Melilla)
- Moschea del Barrio de la Cañada (Melilla)
- Moschea Aceituna (Melilla)
- Moschea de la Bola (Melilla)
- Moschea de la Palmera (Batería Jota) (Melilla)
- Moschea Abubakar Sadik (Carretera de Hidum) (Melilla)
- Moschea Bacha (Barrio del Zoquillo) (Melilla)
- Moschea Azegag (en la carretera de los tanques entre Hidum y la Cañada, Melilla)
- Moschea del Barrio del Real (Melilla)
- Zauia Alauia del Cerro de la Palma (Melilla)
- Moschea del Monte de María Cristina (Melilla)
- Moschea Arahma (Melilla)
- Grande moschea di Cordova (Cordova)